# Уничтожение данных
Уничтожение данных — последовательность операций, предназначенных для осуществления программными или аппаратными средствами необратимого удаления данных, в том числе остаточной информации.
Как правило, уничтожение данных используются государственными учреждениями, прочими специализированными структурами и предприятиями в целях сохранения государственной или коммерческой тайны. Существует широкий спектр доступных программных средств безопасного уничтожения данных, в том числе программы с открытым исходным кодом. Уничтожение данных используется также в средствах программного шифрования информации для безопасного удаления временных файлов и уничтожения исходных, поскольку в противном случае, используя классическое удаление, существует возможность восстановления исходного файла лицом, желающим получить доступ к личной или секретной информации.
Алгоритмы уничтожения информации стандартизированы, практически во всех ведущих государствах изданы национальные стандарты, нормы и правила, регламентирующие использование программных средств для уничтожения информации и описывающие механизмы его реализации.
Все программные реализации алгоритмов уничтожения данных основаны на простейших операциях записи, тем самым происходит многократная перезапись информации в секторах жесткого диска или блоках SSD-диска ложными данными. В зависимости от алгоритма это может быть сгенерированное генератором псевдослучайных чисел случайное число либо фиксированное значение. Как правило, каждый алгоритм предусматривает запись восьми битовых единиц (#FF) и нуля (#00). В существующих алгоритмах перезапись может производиться от одного до 35 и более раз. Существуют реализации с возможностью произвольного выбора числа циклов перезаписи.
Теоретически, простейшим методом уничтожения исходного файла является его полная перезапись байтами #FF, то есть битовой маской из восьми двоичных единиц (11111111), нулей либо любых других произвольных чисел, тем самым сделав невозможным его программное восстановление доступными пользователю программными средствами. Однако с использованием специализированных аппаратных средств, анализирующих поверхность магнитных и др. носителей информации и позволяющих восстановить исходную информацию исходя из показателей остаточной намагниченности (в случае с магнитными носителями) или др. показателя, существует вероятность, что простейшая перезапись не гарантирует полноценное уничтожение подлежащей полному уничтожению информации.
С целью исключения любой возможности восстановления и разработаны существующие алгоритмы уничтожения данных.
- Наиболее известен и распространён алгоритм, применяемый в американском национальном стандарте Министерства обороны DoD 5220.22-M. Вариант E, согласно данному стандарту, предусматривает два цикла записи псевдослучайных чисел и один — фиксированных значений, зависимых от значений первого цикла, четвёртый цикл — сверка записей. В варианте ECE перезапись данных производится 7 раз — 3 раза байтом #FF, три #00 и один #F6[1].

- В алгоритме Брюса Шнайера: в первом цикле записывается #FF, во втором — #00 и в пяти остальных циклах — псевдослучайные числа. Считается одним из наиболее эффективных.

- В наиболее медленном, но, по мнению множества экспертов, наиболее эффективном[источник не указан 4369 дней] алгоритме Питера Гутмана, выполняются 35 циклов, в которых записывают все наиболее эффективные битовые маски, данный алгоритм основан на его теории уничтожения информации[2].

| Цикл | Данные          | Цикл | Данные          |
| ---- | --------------- | ---- | --------------- |
| 1    | Псевдослучайные | 19   | #99             |
| 2    | Псевдослучайные | 20   | #AA             |
| 3    | Псевдослучайные | 21   | #BB             |
| 4    | Псевдослучайные | 22   | #CC             |
| 5    | #55             | 23   | #DD             |
| 6    | #AA             | 24   | #EE             |
| 7    | #92 #49 #24     | 25   | #FF             |
| 8    | #49 #24 #92     | 26   | #92 #49 #24     |
| 9    | #24 #92 #49     | 27   | #49 #24 #92     |
| 10   | #00             | 28   | #24 #92 #49     |
| 11   | #11             | 29   | #6D #B6 #DB     |
| 12   | #22             | 30   | #B6 #DB #6D     |
| 13   | #33             | 31   | #DB #6D #B6     |
| 14   | #44             | 32   | Псевдослучайные |
| 15   | #55             | 33   | Псевдослучайные |
| 16   | #66             | 34   | Псевдослучайные |
| 17   | #77             | 35   | Псевдослучайные |
| 18   | #88             |      |                 |

- В алгоритме, предусмотренном американским национальным стандартом NAVSO P-5239-26 для MFM-кодируемых устройств: в первом цикле записывается #01, во втором — #7FFFFFF, в третьем — последовательность псевдослучайных чисел, в четвёртом проходит верификация. В варианте для RLL — кодируемых устройств данного алгоритма во втором цикле записывается #27FFFFFF

- В алгоритме, описываемом германским национальным стандартом VSITR, с первого по шестой цикл записываются последовательно байты #00 и #FF, в седьмом #AA.

- Многими заявляется[уточнить] о существовании алгоритма, описанного российским государственным стандартом ГОСТ P 50739-95, предусматривающего запись #00 в каждый байт каждого сектора для систем с 4-6 класса защиты и запись псевдослучайных чисел в каждый байт каждого сектора для систем 1-3 класса защиты[3]. Однако данный ГОСТ содержит лишь формулировку «Очистка должна производиться путём записи маскирующей информации в память при её освобождении перераспределении», которая не содержит какой-либо детализации относительно порядка перезаписи, количества циклов и битовых масок[4]. В то же время, существует действующий руководящий документ Государственно технической комиссии России «Автоматизированные системы. Защита от несанкционированного доступа к информации. Классификация автоматизированных систем и требования по защите информации», изданный в 1992 году и предусматривающий ряд требований к механизму уничтожения информации для систем определённых классов защищенности. В частности, для классов 3А и 2A «Очистка осуществляется двукратной произвольной записью в освобождаемую область памяти, ранее использованную для хранения защищаемых данных (файлов)», для класса 1Г предусмотрена однократная перезапись[5].

- В алгоритме Парагона первый цикл заключается в перезаписи уникальными 512-битными блоками, используя криптографически безопасный генератор случайных чисел. Затем — во втором цикле — каждый перезаписываемый блок переписывается своим двоичным дополнением. Третий цикл повторяет первый цикл с новыми уникальными случайными блокам. В четвёртом цикле происходит перезапись байтом #AA. Завершается уничтожение информации циклом верификации.

Как правило, для затруднения программного восстановления информации перезапись информации в отдельном файле согласно алгоритму уничтожения сопровождается установкой нулевого размера файла и его переименованием, используя произвольный набор символов. Затем следует удаление файла из таблицы размещения файлов.